# Amrum Banke
Amrum Banke (på tysk Amrumbank, på nordfrisisk Oomrambeenk) er en lavvandet sandgrund beliggende 11 sømil vest for friserøen Amrum. Banken har en vanddybde på mindre end 10 meter og strækker sig i sydsydvestlig retning over 12 sømil. Den omgivende havbund flader her kun meget gradvist ud. Langs indersiden er grunden mere stejlt afgående, hvorved der dannes en rende. Revlerne består af grovt sand med småsten.
I perioden fra 1908 til 1939 lå her et fyrskib for at advare skibstrafikken om revet. Nu er banken sikret ved kardinalafmærkninger.
Omtrent 10 sømil sydvest for banken oprettes havvindmølleparken Amrumbank Vest.